# Dipartimento della funzione pubblica
Il Dipartimento della funzione pubblica è una struttura della Presidenza del Consiglio dei ministri della Repubblica Italiana, istituita dalla legge quadro sul pubblico impiego (art. 27, legge 93/1983).

## Storia
Dal 1950 «esisteva e operava presso la Presidenza del Consiglio, con studi e proposte non banali, un Ufficio apposito per la riforma amministrativa»; da allora e fino alla legge del 1983 la delega relativa alla burocrazia italiana ed al suo ammodernamento fu saltuariamente conferita o ad un Ministro oppure ad un sottosegretario di Stato senza portafoglio presso la Presidenza del Consiglio dei ministri. 
Le competenze in materia sono per regola delegate a un ministro senza portafoglio; nel governo Meloni, la carica di Ministro per la pubblica amministrazione è detenuto da Paolo Zangrillo, in carica dal 22 ottobre 2022.

## Struttura
Il dipartimento, retto dal Capo del Dipartimento, si articola nei seguenti uffici:
- UFPPA - Ufficio per la formazione del personale delle pubbliche amministrazioni
  - Servizio per lo sviluppo della qualità e dell'efficacia nel sistema formativo pubblico, per la programmazione e gestione di interventi finanziati dal Fondo europeo di sviluppo regionale, delle pertinenti risorse aggiuntive e da risorse ordinarie
  - Servizio per la programmazione e gestione degli interventi finanziati dal Fondo Sociale Europeo e dalle pertinenti risorse aggiuntive
- UORCC - Ufficio organizzazione, il reclutamento, le condizioni di lavoro e il contenzioso nelle P.A.
  - Servizio per l'organizzazione degli uffici ed i fabbisogni del personale delle pubbliche amministrazioni, la programmazione delle assunzioni, il reclutamento, la mobilità e la valutazione
  - Servizio per la gestione e lo sviluppo delle banche dati istituzionali
  - Servizio affari legali e contenzioso
- URSPA - Ufficio per le relazioni sindacali delle pubbliche amministrazioni
  - Servizio per la contrattazione collettiva
  - Servizio per i procedimenti negoziali per il personale ad ordinamento pubblicistico
  - Servizio per la rappresentatività sindacale e gli scioperi
- UISBDP - Ufficio per l'informazione statistica, le banche dati istituzionali ed il personale
  - Servizio per l'informazione statistica e la gestione integrata delle banche dati
  - Servizio progettazione e gestione sito web, organizzazione e gestione del sistema informativo, stampa e documentazione
  - Servizio per la gestione dei servizi generali e per il personale
- UMPA - Ufficio per la modernizzazione delle pubbliche amministrazioni
  - Servizio per la gestione delle performance
  - Servizio per lo sviluppo dell'innovazione
  - Servizio per la partecipazione dei cittadini
- USA - Ufficio per la semplificazione amministrativa
  - Servizio per le attività di semplificazione amministrativa
  - Servizio per la misurazione e la riduzione degli oneri
- Ispettorato per la Funzione Pubblica
  - Servizio per l'analisi dell'attività ispettiva.

## Funzioni e competenze
Opera nell'area funzionale relativa al coordinamento e alla verifica delle attività in materia di organizzazione e funzionamento delle pubbliche amministrazioni, anche con riferimento alle innovazioni dei modelli organizzativi e procedurali finalizzate all'efficienza, efficacia ed economicità, nonché relativa al coordinamento in materia di lavoro nelle pubbliche amministrazioni.
Il Dipartimento, in particolare, svolge compiti in materia di:

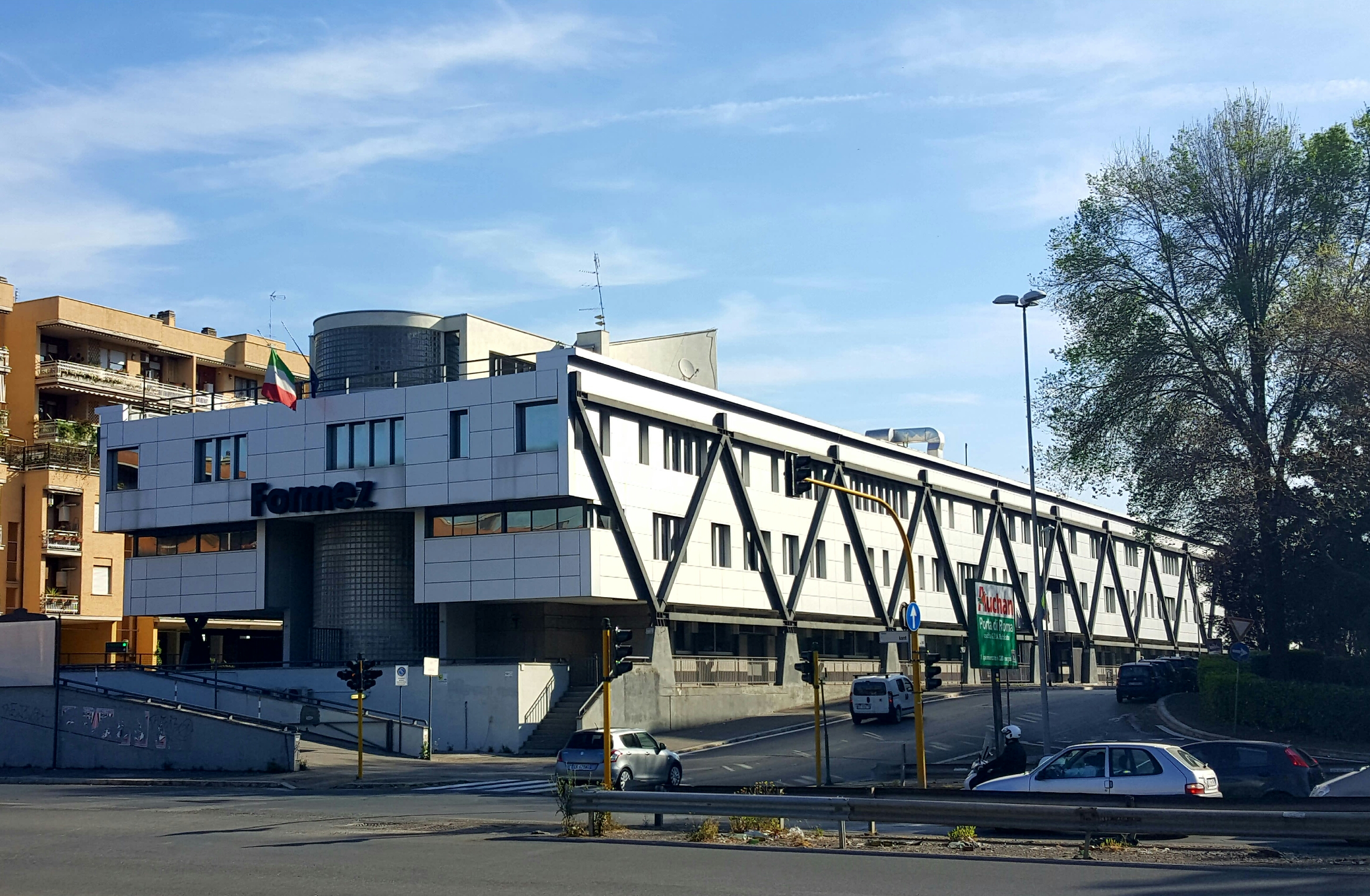
Sede del Formez a Roma. Il Formez è un organismo vigilato dal Dipartimento della funzione pubblica.

- analisi dei fabbisogni di personale e programmazione dei reclutamenti nelle pubbliche amministrazioni
- stato giuridico, trattamento economico e previdenziale del personale, anche dirigenziale, delle pubbliche amministrazioni
- monitoraggio delle assenze per malattia dei dipendenti pubblici e dei contratti di lavoro flessibile nelle pubbliche amministrazioni
- tenuta dell'anagrafe delle prestazioni dei pubblici dipendenti
- formazione concernente le pubbliche amministrazioni
- cura dei rapporti con l'Agenzia per la rappresentanza negoziale delle pubbliche amministrazioni per quanto attiene al personale contrattualizzato e cura delle relazioni sindacali per quanto attiene al personale delle pubbliche amministrazioni in regime di diritto pubblico
- cura dei rapporti con l'Organismo centrale di valutazione
- promozione e monitoraggio dei sistemi di valutazione delle amministrazioni pubbliche diretti a rilevare la corrispondenza dei servizi e dei prodotti resi ad oggettivi standard di qualità
- garanzia del principio di trasparenza dell'attività amministrativa, da rendere pubblica anche attraverso i siti web istituzionali

Il Dipartimento inoltre:
- contribuisce all'elaborazione e alla pianificazione integrata delle politiche di modernizzazione delle pubbliche amministrazioni
- coordina e cura l'attività normativa e amministrativa di semplificazione delle procedure, nonché la misurazione e la riduzione degli oneri gravanti sui cittadini e sulle imprese
- effettua il monitoraggio e la verifica relativamente all'attuazione delle riforme concernenti l'organizzazione e l'attività delle pubbliche amministrazioni
- definisce le strategie di azione e comunicazione volte a migliorare i rapporti tra amministrazioni e cittadini, anche attraverso la valorizzazione degli Uffici di relazione con il pubblico
- svolge attività di ricerca e di monitoraggio sulla qualità dei servizi delle pubbliche amministrazioni

Il Dipartimento esercita altresì compiti:
- di prevenzione e contrasto della corruzione
- ispettivi sulla razionale organizzazione delle pubbliche amministrazioni e l'ottimale utilizzazione del personale pubblico;
- di vigilanza sull'Agenzia per la rappresentanza negoziale delle pubbliche amministrazioni, sulla Scuola superiore della pubblica amministrazione, sull'Organismo centrale di valutazione e sul Formez (Centro servizi, assistenza, studi e formazione per l'ammodernamento delle PA);
- di gestione dell'Ufficio relazioni con il pubblico del Dipartimento.